# Dhakari
Dhakari (nep. धकारी) – gaun wikas samiti w zachodniej części Nepalu w strefie Seti w dystrykcie Achham. Według nepalskiego spisu powszechnego z 2011 roku liczył on 725 gospodarstw domowych i 4036 mieszkańców (2135 kobiet i 1901 mężczyzn).